# U + Ur Hand
«U + Ur Hand» (рус. Ты + Твоя Рука) — это третий сингл Pink, выпущенный с её четвертого альбома I'm Not Dead (2006). Он был один из пяти альбомных треков, который просочился в интернет в июле 2005. «U + Ur Hand» был выпущен в качестве сингла в Европе, Австралии и других избранных странах 28 августа 2006. Песня возобновила интерес к продажам I’m Not Dead в США.

## Написание и конфликты
Pink написала песню с Максом Мартином, Dr. Luke и Рами. В интервью в документальной короткометражки «Making of the U + Ur Hand Video», она призналась, что её всегда раздражало, когда парни подкатывали к ней на танцполе, а она пыталась «отшить парня в клубе, то автоматически становилась лесбиянкой для них». Однажды, когда она пыталась избавиться от парня, услышала: «Ой, да ладно, это всего лишь я и моя рука!». Пинк нашла это забавным и начала писать песню.
У песни были конфликты в США из-за якобы «непристойных» ссылок на мастурбацию, и, следовательно, некоторые радиостанции отказались крутить её. Пинк и её пресс-секретарь заявили, что ей не позволяли петь песню «U + Ur Hand» на американском телевизионном шоу American Idol из-за подобных упоминаний. Её попросили изменить название и слова на «U + Ur Heart» (Ты + Твое Сердце), но она, как сообщается, сказала: «Вы просите меня переписать песню для вас. Для „Американского“ долбанного „Идола“? … Что это вообще означает, как вы можете заниматься сексом с собственным сердцем?». Вместо неё она исполнила песню «Who Knew».

## Релиз и отзывы
Pink, как сообщается, хотела выпустить «U + Ur Hand» вторым синглом с I’m Not Dead, но «Who Knew» был выпущен вторым синглом, а «U + Ur Hand» был выпущен третьим. У сингла был успех в Европе, достигнув 10 строки в Великобритании, 4 строки в Германии и 11 строки во Франции; он достиг топ-10 в чарте European Hot 100 Singles. В Австралии песня достигла пика на 5 строке в ARIA Singles Chart и получила статус Платиновой за продажи 70,000 копий. Он попал на 25 строку в список Top 100 синглов 2006 года чарта ARIA.
Он был выпущен на радио в США 30 октября. В январе 2007 «U + Ur Hand» дебютировала Hot 100 94 строкой, и достигла пика на 9 строке. Это был самый успешный сингл с I’m Not Dead в США, и имел самые высокие чарты со времени «Just Like a Pill» (2002). «U + Ur Hand» достиг пика на 24 строке в Canadian Hot 100, первый сингл чарта предоставленный журналом Billboard.
По мнению журнала Billboard песня повысила продажи в США I’m Not Dead, что вернуло альбом в альбомный чарт Billboard 200 в тот же период, когда сингл вошёл в the Hot 100. Альбом похоже снова вошёл в топ-100 силами «U + Ur Hand» и возобновил интерес к «Who Knew». Согласно Тому Карраба, генеральному менеджеру Zomba Label Group и исполнительному вице-президенту по продажам и маркетингу, «постоянство» радиостанций, «великолепный» клип к синглу и участие Pink в туре Джастина Тимберлейка FutureSex/LoveShow стал виновником популярности «U + Ur Hand», который впоследствии и привел к новому интересу продаж альбома. Карраба сказал, что сингл «это механизм, который снова подогреет интерес на рынке продаж в США. Мы думаем у нас на руках хит». Один программный директор на радиостанции приписал успех сингла к призыву к женщинам, назвав его «женским гимном» и то, что «очень подходит людям, которых достало приставание парней в клубе, и хотят дать им хороший пинок под зад … это имеет большое значение для молодых людей».
Rolling Stone сказали в их обзоре I’m Not Dead, что Pink «передала отличное стервозное настроение в песне», а Allmusic описал Pink как «насмехающуюся и дразнящуюся» в «U + Ur Hand». Британская газета The Guardian написала: "содержательные замечания ["U + Ur Hand"] становятся допустимыми в неожиданном подъеме от классического ритма к деклассированному пауэр-попу".

## Клип
Pink сняла клипы для «U + Ur Hand» и «Stupid Girls» в одно и то же время, до того, как было принято решение выпустить последний первым синглом с I’m Not Dead. Дэйв Мейерс стал режиссёром обоих клипов. Клип «U + Ur Hand» был снят в Сан Валлей, Калифорния, в Haziza Gallery в Лос-Анджелесе, в La Center Studios и в Hollywood Roosevelt Hotel в Голливуде в декабре 2005. Pink заявила, что в клипе «U + Ur Hand» её «прихорошили», ей 4 часа делали мейк-ап, и один час снимали каждый новый образ в клипе. Она сказала, что она хотела бы, чтобы это было «красочное видео». Одежда, которую носила Pink в сцене со спальней состоит из кусочков черных кружев, которые импортировали из Франции и продали за US$300 за метр ткани. Актер в сцене в чайной на открытом воздухе это Тристан Кастро.
Клип для «U + Ur Hand» вышел в свет на канадском канале MuchMusic 18 июля 2006, и был выпущен в Европе в конце августа. В США он вышел впервые в свет на MTV в Total Request Live 29 сентября как «First Look» в тот день. Видео достигло первой строки в TRL 6 дней спустя после релиза, это второй клип Pink, достигший верхушки видеочарта после её клипа 2003 «Trouble». В нём Pink играет «Прелестную Леди» в гараже, тренирующуюся в спортзале, сидящую на балконе, в «Чайной на открытом воздухе», на вечеринке и в кровати.

В клипе Pink сыграла различных героинь новозеландского художника Мартина Эдмонда, включая «Baby Red Knuckles», «Rocker Bikerboy» и «Hard Candy». В клипе у неё 6 разных образов. Во время клипа Pink показана, читающая книгу с картинками о каждой последующей сцене. Использование этих ролей не упоминалось в титрах и было несанкционированно. Во время релиза клипа Illicit Streetwear и the Martin F. Emond рассматривали меры, которые они могли принять.

## Список композиций и форматы
- UK CD1

1. «U + Ur Hand» — 3:36
2. «Crash & Burn» [Невыпущенная версия] — 4:28

- UK CD2

1. «U + Ur Hand» — 3:36
2. «U + Ur Hand» (Beat Culting Club Mix) — 6:42
3. «U + Ur Hand» (Bimbo Jones Remix) — 10:48
4. «U + Ur Hand» (CD-ROM Video)

## Чарты
| Чарт (2006/2007)              | Наивысшая позиция |
| ----------------------------- | ----------------- |
| Australian ARIA Singles Chart | 5                 |
| Austrian Singles Chart        | 3                 |
| Belgian Singles Chart         | 20                |
| Canadian Hot 100              | 31                |
| Czech Republic Airplay        | 1                 |
| Dutch Top 40                  | 31                |
| France Singles Chart          | 11                |
| Finnish Singles Chart         | 14                |
| German Singles Chart          | 4                 |
| Hungarian Airplay Chart       | 1                 |
| Irish Singles Chart           | 13                |
| Italy Singles Chart           | 20                |
| New Zealand Singles Chart     | 10                |

| Чарт (2006/2007)                       | Наивысшая позиция |
| -------------------------------------- | ----------------- |
| Russian Airplay Chart                  | 5                 |
| Swedish Singles Chart                  | 5                 |
| Swiss Singles Chart                    | 5                 |
| UK Singles Chart                       | 10                |
| U.S. Billboard Hot 100                 | 9                 |
| U.S. Billboard Pop 100                 | 5                 |
| U.S. Billboard Hot Adult Top 40 Tracks | 5                 |
| U.S. Billboard Hot Dance Airplay       | 1                 |

### Позиции в конце года
| Чарт (2007)          | Позиция |
| -------------------- | ------- |
| Россия (Love Radio)  | 11      |
| Россия (Европа Плюс) | 37      |

## Сертификация
| Страна        | Сертификация | Продажи   |
| ------------- | ------------ | --------- |
| По всему миру | 2x Платина   | 4,100,000 |